# Gennaro Iaccarino
Gennaro Iaccarino (Scafati, Salerno, Italia, 1 de julio de 2003) es un futbolista italiano. Juega de pivote y su equipo es la S. S. Arezzo de la Serie C de Italia, siendo cedido por el S. S. C. Napoli.

## Trayectoria
Se formó en la cantera del S. S. C. Napoli; con el equipo juvenil azzurro participó en el Torneo Primavera, la Copa Italia Primavera y la Liga Juvenil de la UEFA. El 23 de julio fue cedido al S. S. Monopoli de la Serie C, donde debutó el 10 de septiembre siguiente contra el Monterosi Tuscia. Al final de la temporada, en el equipo apuliano totalizó 34 presencias, con 1 gol y 3 asistencias. En el verano de 2024 volvió al Napoli y con el nuevo entranador Antonio Conte inicialmente pasó al primer equipo, para luego ser cedido al A. S. Gubbio de la Serie C. En julio de 2025 se produjo su cesion al Arezzo, también de la Serie C.

## Estadísticas

### Clubes
Actualizado al último partido disputado el 4 de mayo de 2025.
| Club                    | Div.          | Temporada     | Liga  | Liga  | Copa  | Copa  | Internacional | Internacional | Total | Total |
| Club                    | Div.          | Temporada     | Part. | Goles | Part. | Goles | Part.         | Goles         | Part. | Goles |
| ----------------------- | ------------- | ------------- | ----- | ----- | ----- | ----- | ------------- | ------------- | ----- | ----- |
| S. S. Monopoli · Italia | 3.ª           | 2023-24       | 34    | 1     | 0     | 0     | 0             | 0             | 34    | 1     |
| A. S. Gubbio · Italia   | 3.ª           | 2024-25       | 32    | 2     | 1     | 0     | 0             | 0             | 33    | 2     |
| S. S. Arezzo · Italia   | 3.ª           | 2025-26       | 0     | 0     | 0     | 0     | 0             | 0             | 0     | 0     |
| Total carrera           | Total carrera | Total carrera | 66    | 3     | 0     | 0     | 0             | 0             | 76    | 3     |